# Newton County, Missouri
Newton County är ett administrativt område i delstaten Missouri, USA, med 58 114 invånare. Den administrativa huvudorten (county seat) är Neosho.

## Geografi
Enligt United States Census Bureau så har countyt en total area på 1 624 km². 1 623 km² av den arean är land och 1 km² är vatten.    

### Angränsande countyn
- Jasper County - norr
- Lawrence County - nordost
- Barry County - sydost
- McDonald County - söder
- Ottawa County - väst
- Cherokee County, Kansas - nordväst